# Alejandro Gaete
Alejandro Humberto Gaete Duarte (Santiago del Cile, 25 gennaio 1986) è un calciatore cileno, difensore del San Marcos de Arica.

## Carriera
Ha giocato nella prima divisione cilena.

## Palmarès

### Club

#### Competizioni nazionali
- Primera B: 1

Univ. de Concepción: 2013